# Mallam Yahaya
Mallam Yahaya (Kumasi, 1974. december 31. –) ghánai labdarúgó, a német Amicitia Viernheim középpályása.